# Macrotarsipodes
Macrotarsipodes is een geslacht van vlinders van de familie wespvlinders (Sesiidae).

## Soorten
- M. flammipes (Hampson, 1910)
- M. grandidieri Le Cerf, 1917
- M. haugi Le Cerf, 1917
- M. sexualis (Hampson, 1910)
- M. tricincta Le Cerf, 1916